# ۲ مه
۲ مه صد و بیست و دومین (در سال‌های کبیسه صد و بیست و سومین) روز سال در گاه‌شماری میلادی است. ۲۴۳ روز تا پایان سال باقی‌است.

## رویدادها
- ۲۰۱۴ - دو رانش زمین در بدخشان افغانستان جان دست کم ۲۵۰۰ نفر را گرفت.

## زادروزها
- ۱۳۶۰ - یونگ‌لو، سومین امپراتور دودمان مینگ (۱۴۲۴)
- ۱۶۰۱ - آتاناسیوس کریچر، کشیش، پزشک و فیزیکدان آلمانی (۱۶۸۰)
- ۱۶۶۰ - الساندرو اسکارلاتی، آهنگساز ایتالیایی (۱۷۲۵)
- ۱۷۲۹ - کاترین دوم، امپراتریس روسیه (۱۷۹۶)
- ۱۷۷۲ - نووالیس، شاعر، فیلسوف و مهندس عمران آلمانی (۱۸۰۱)
- ۱۸۰۲ - هاینریش گوستاو ماگنوس، فیزیکدان و شیمیدان آلمانی (۱۸۷۰)
- ۱۸۶۰ - تئودور هرتسل، روزنامه‌نگار، فعال سیاسی و نویسنده یهودی اتریشی و بنیان‌گذار صهیونیسم (۱۹۰۴)
- ۱۸۷۹ - جیمز اف. بیرنز، سیاستمدار و وزیر امور خارجه ایالات متحده (۱۹۷۲)
- ۱۸۸۶ - گوتفرید بن، شاعر و نویسنده آلمانی (۱۹۵۶)
- ۱۸۹۲ - مانفرد فون ریشتهوفن، خلبان تک‌خال آلمانی (۱۹۱۸)
- ۱۹۹۰ - مونیا قاسمی، ورزشکار پارالمپیایی الجزایری [۱]

## درگذشت‌ها
- ۱۵۱۹ - لئوناردو دا وینچی، نقاش، معمار، مخترع و نویسنده ایتالیایی
- ۱۹۹۶ - امیل حبیبی، سیاستمدار، روزنامه‌نگار و رمان‌نویس فلسطینی-اسرائیلی.[۲]
- ۲۰۱۱ - اسامه بن لادن رهبر گروه القاعده